# تاج‌کوتاه‌ها
تاج‌کوتاه‌ها (نام علمی: Brachylophus) نام یک سرده از تیره ایگوآنایان است.